# Oskar Wickström (målare)
Oskar Wickström, född 6 mars 1885 i Vekerum, Mörrums socken, Blekinge, död där 30 oktober 1968, var en svensk dekorationsmålare. 
Han var son till snickaren Johannes Wickström och Elna Olsdotter och från 1908 gift med Marie Grote samt far till Oskar Wickström och Åke Wickström. Han började i målarlära 1899 hos målarmästaren Johansson i Mörrum och fortsatte därefter sin utbildning hos målarmästaren Johansson i Karlshamn där han 1904 som första större egna arbete fick dekoreringsmåla den då nyuppförda saluhallen. Han fortsatte sin utbildning i Tyskland 1905 och etablerade efter studierna en egen verksamhet i Essen som han under första världskriget flyttade till Lippe Detmold. Han återvände till Sverige 1924 och arbetade vid sidan av dekorationsmåleriet som restaurator och konservator. Bland hans arbeten kan nämnas rumsdekorationer på Elleholms hovgård, restaurering av Bengt Nordenbergs målningar samt nya dekorationsmålningar på Gungvala gård i Asarum samt arbeten på den Skottsbergska gården i Karlshamn. Han fick redan under sin levnad epitetet Blekinge siste bygdemålare.      